# Jinx (pel·lícula de 1919)
Jinx és una pel·lícula muda de la Goldwyn Pictures dirigida per Victor Schertzinger i protagonitzada per Mabel Normand. Basada en una història de Shannon Fife, la pel·lícula es va estrenar el 13 de desembre de 1919. Es considera una pel·lícula perduda.

## Argument
Després de la mort del seu pare, una nena queda a càrrec d’un circ on realitza diferents tasques com ara tenir cura de les ungles d'un elefant. Bull Hogarth, el propietari del circ, l’anomena Jinx perquè creu que té la culpa de la mala sort que té el seu circ. Quan l’artista principal, Rory Bory Alice marxa, empipada perquè no l’han pagada des de fa setmanes, Jinx intenta reproduir la dansa de la serp d’Alice per impressionar dos possibles compradors. Tanmateix, s'enreda en una gasa provocant la ira de Hogarth. Això fa que Jazbo, l’home salvatge, que en realitat és Slicker Evans, l'enamorat de Jinx, esclati i creï el pànic entre la multitud. Jinx s'escapa a una granja on la tia Tina Carbery cria set orfes. Jinx els ajuda i els entreté creant el seu propi circ al pati de la granja fins que Hogarth, borratxo, li exigeix que li digui on va marxar Alice. Tot i que la tieta Tina sospita per un moment que Jinx intenta seduir el seu xèrif Jepson, al qual ella estima, al final el sheriff es casa amb Tina i Slicker, que salva a Jinx de la pallissa de Hogarth, és acceptat a la granja.

## Repartiment
- Mabel Normand (Jinx)
- Florence Carpenter (Rory Bory Alice)
- Ogden Crane (Bull Hogarth)
- Cullen Landis (Slicker Evans)
- Clarence Arper (sheriff Jepson)
- Gertrude Claire (tieta Tina Carbery)